# Tetrastichus janusi
Tetrastichus janusi is een vliesvleugelig insect uit de familie Eulophidae. De wetenschappelijke naam is voor het eerst geldig gepubliceerd in 2005 door Yang, Yang & Yao.